# Esqui alpino nos Jogos Olímpicos de Inverno de 2006 - Slalom gigante masculino
A competição de slalom gigante masculino nos Jogos Olímpicos de Inverno de 2006 aconteceu no dia 20 de fevereiro.

## Medalhistas
| Ouro   | AUT Benjamin Raich |
| Prata  | FRA Joël Chenal    |
| Bronze | AUT Hermann Maier  |

## Resultados
| #  | Esquiador                          | Corrida 1 | Corrida 2 | Total   | Diferença |
| -- | ---------------------------------- | --------- | --------- | ------- | --------- |
|    | AUT Benjamin Raich                 | 1:16.95   | 1:18.05   | 2:35.00 | 0.00      |
|    | FRA Joël Chenal                    | 1:16.80   | 1:18.27   | 2:35.07 | +0.07     |
|    | AUT Hermann Maier                  | 1:16.83   | 1:18.33   | 2:35.16 | +0.16     |
| 4  | CAN François Bourque               | 1:16.61   | 1:19.31   | 2:35.92 | +0.92     |
| 5  | SWE Fredrik Nyberg                 | 1:16.83   | 1:19.22   | 2:36.05 | +1.05     |
| 6  | NOR Aksel Lund Svindal             | 1:17.10   | 1:18.96   | 2:36.06 | +1.06     |
| 6  | USA Bode Miller                    | 1:17.58   | 1:18.48   | 2:36.06 | +1.06     |
| 8  | AUT Rainer Schönfelder             | 1:17.49   | 1:19.15   | 2:36.64 | +1.64     |
| 9  | FIN Kalle Palander                 | 1:18.22   | 1:18.60   | 2:36.82 | +1.82     |
| 10 | CAN Thomas Grandi                  | 1:17.23   | 1:19.65   | 2:36.88 | +1.88     |
| 11 | ITA Massimiliano Blardone          | 1:17.21   | 1:19.74   | 2:36.95 | +1.95     |
| 12 | SLO Mitja Valenčič                 | 1:18.10   | 1:19.29   | 2:37.39 | +2.39     |
| 13 | USA Erik Schlopy                   | 1:18.34   | 1:19.22   | 2:37.56 | +2.56     |
| 14 | SUI Didier Défago                  | 1:18.03   | 1:19.57   | 2:37.60 | +2.60     |
| 15 | ITA Alberto Schieppati             | 1:18.21   | 1:19.62   | 2:37.83 | +2.83     |
| 16 | CZE Ondřej Bank                    | 1:18.45   | 1:19.40   | 2:37.85 | +2.85     |
| 17 | SUI Marc Berthod                   | 1:19.05   | 1:19.20   | 2:38.25 | +3.25     |
| 18 | NOR Lasse Kjus                     | 1:18.73   | 1:20.58   | 2:39.31 | +4.31     |
| 19 | SUI Didier Cuche                   | 1:19.08   | 1:20.25   | 2:39.33 | +4.33     |
| 20 | NOR Bjarne Solbakken               | 1:19.15   | 1:20.46   | 2:39.61 | +4.61     |
| 21 | FRA Raphaël Burtin                 | 1:20.70   | 1:20.29   | 2:40.99 | +5.99     |
| 22 | FIN Jukka Rajala                   | 1:20.17   | 1:21.23   | 2:41.40 | +6.40     |
| 23 | ARG Cristian Javier Simari Birkner | 1:22.37   | 1:20.19   | 2:42.56 | +7.56     |
| 24 | JPN Daisuke Yoshioka               | 1:23.78   | 1:21.25   | 2:45.03 | +10.03    |
| 25 | CRO Natko Zrnčić-Dim               | 1:22.57   | 1:23.02   | 2:45.59 | +10.59    |
| 26 | UKR Nikolay Skriabin               | 1:25.81   | 1:25.04   | 2:50.85 | +15.85    |
| 27 | RSA Alexander Heath                | 1:25.61   | 1:25.81   | 2:51.42 | +16.42    |
| 28 | KOR Hyung Chul Kim                 | 1:26.09   | 1:26.37   | 2:52.46 | +17.46    |
| 29 | GEO Iason Abramashvili             | 1:27.59   | 1:27.27   | 2:54.86 | +19.86    |
| 30 | BRA Nikolai Hentsch                | 1:27.78   | 1:27.78   | 2:55.56 | +20.56    |
| 31 | IRL Thomas Foley                   | 1:28.28   | 1:29.14   | 2:57.42 | +22.42    |
| 32 | ISR Mikail Renzhin                 | 1:28.97   | 1:31.44   | 3:00.41 | +25.41    |
| 33 | KAZ Victor Ryabchenko              | 1:29.52   | 1:31.14   | 3:00.66 | +25.66    |
| 34 | CYP Theodoros Christodoulou        | 1:30.47   | 1:31.56   | 3:02.03 | +27.03    |
| 35 | ALB Erjon Tola                     | 1:30.87   | 1:32.02   | 3:02.89 | +27.89    |
| 36 | IRI Alidad Saveh Shemshaki         | 1:32.27   | 1:31.61   | 3:03.88 | +28.88    |
| 37 | BIH Marco Schafferer               | 1:39.28   | 1:25.18   | 3:04.46 | +29.46    |
| 38 | HUN Attila Marosi                  | 1:32.30   | 1:32.82   | 3:05.12 | +30.12    |
| 39 | MAD Mathieu Razanakolona           | 1:39.10   | 1:27.33   | 3:06.43 | +31.43    |
| 40 | CHN Guangxu Li                     | 1:32.63   | 1:35.44   | 3:08.07 | +33.07    |
| 41 | KGZ Ivan Borisov                   | 1:59.49   | 1:37.61   | 3:37.10 | +1:02.10  |
|    | NOR Kjetil Jansrud                 | 1:19.32   | DNS       | DNS     |           |
|    | TUR Hamit Şare                     | 1:52.13   | DNS       | DNS     |           |
|    | AUT Stephan Görgl                  | 1:17.15   | DNF       | DNF     |           |
|    | CAN Jean-Philippe Roy              | 1:17.36   | DNF       | DNF     |           |
|    | CZE Martin Vráblík                 | 1:20.41   | DNF       | DNF     |           |
|    | EST Deyvid Oprja                   | 1:40.49   | DNF       | DNF     |           |
|    | USA Daron Rahlves                  | DNF       |           |         |           |
|    | ITA Davide Simoncelli              | DNF       |           |         |           |
|    | LIE Marco Büchel                   | DNF       |           |         |           |
|    | USA Ted Ligety                     | DNF       |           |         |           |
|    | ITA Manfred Mölgg                  | DNF       |           |         |           |
|    | FRA Thomas Fanara                  | DNF       |           |         |           |
|    | SLO Aleš Gorza                     | DNF       |           |         |           |
|    | SUI Daniel Albrecht                | DNF       |           |         |           |
|    | FRA Gauthier de Tessières          | DNF       |           |         |           |
|    | CAN Ryan Semple                    | DNF       |           |         |           |
|    | GER Felix Neureuther               | DNF       |           |         |           |
|    | SLO Bernard Vajdič                 | DNF       |           |         |           |
|    | AUS Bradley Wall                   | DNF       |           |         |           |
|    | CZE Petr Záhrobský                 | DNF       |           |         |           |
|    | ISL Björgvin Björgvinsson          | DNF       |           |         |           |
|    | LIE Claudio Sprecher               | DNF       |           |         |           |
|    | RUS Dmitrij Ulianov                | DNF       |           |         |           |
|    | RUS Pavel Chestakov                | DNF       |           |         |           |
|    | RUS Konstantin Sats                | DNF       |           |         |           |
|    | CZE Kryštof Krýzl                  | DNF       |           |         |           |
|    | KOR Min Heuk Kang                  | DNF       |           |         |           |
|    | JPN Akira Sasaki                   | DNF       |           |         |           |
|    | ARG Facundo Aguirre                | DNF       |           |         |           |
|    | CHI Duncan Grob                    | DNF       |           |         |           |
|    | KOR Woo-Sung Kim                   | DNF       |           |         |           |
|    | GRE Vassilis Dimitriadis           | DNF       |           |         |           |
|    | CRO Ivan Ratkić                    | DNF       |           |         |           |
|    | ISL Kristján Uni Óskarsson         | DNF       |           |         |           |
|    | MON Olivier Jenot                  | DNF       |           |         |           |
|    | MKD Gjorgi Markovski               | DNF       |           |         |           |
|    | TJK Andrei Drygin                  | DNF       |           |         |           |
|    | SEN Leyti Seck                     | DNF       |           |         |           |
|    | IND Hira Lal                       | DNF       |           |         |           |
|    | SMR Marino Cardelli                | DNF       |           |         |           |
|    | LTU Vitalij Rumiancev              | DSQ       |           |         |           |

Legenda
| Recorde mundial      | Recorde mundial (World record)               |                       | Recorde africano                      | Recorde africano (African) |                                           | Q | Classificado por posição (Qualified) |
| Recorde olímpico     | Recorde olímpico (Olympic record)            | Recorde da América    | Recorde da América (Americas)         | q                          | Classificado por melhor tempo (Qualified) |   |                                      |
| Melhor marca do ano  | Melhor marca do ano (World leading)          | Recorde asiático      | Recorde asiático (Asian)              | DNS                        | Não largou (Did not start)                |   |                                      |
| Recorde nacional     | Recorde nacional (National record)           | Recorde europeu       | Recorde europeu (European)            | DNF                        | Não terminou (Did not finish)             |   |                                      |
| Recorde pessoal      | Recorde pessoal do atleta (Personal best)    | Recorde da Oceania    | Recorde da Oceania (Oceania)          | DSQ / DQ                   | Desclassificado (Disqualified)            |   |                                      |
| Recorde da temporada | Recorde da temporada do atleta (Season best) | Recorde sul-americano | Recorde sul-americano (South America) | NM                         | Sem marca (No mark)                       |   |                                      |